# Josef Schwarz
Josef "Sepp" Schwarz (ur. 20 maja 1941 w Třebovicach) – niemiecki lekkoatleta specjalizujący się w skoku w dal oraz w biegach sprinterskich, uczestnik letnich igrzysk olimpijskich w Monachium (1972).

## Sukcesy sportowe
W 1970 r. zwyciężył w konkursie skoku w dal podczas drużynowych zawodów o Puchar Europy. W 1971 r. zajął w Helsinkach 12. miejsce podczas mistrzostw Europy. W 1972 r. reprezentował Republikę Federalną Niemiec na olimpiadzie w Monachium, zajmując w rundzie kwalifikacyjnej 19. miejsce i nie zdobywając awansu do finału. 
W 1965 r. zdobył tytuł mistrza RFN w biegu na 200 metrów. W 1966 r. zdobył srebrny medal mistrzostw kraju w biegu na 100 metrów oraz brązowy – w biegu na 200 metrów. Był również czterokrotnym medalistą w skoku w dal: złotym (1970) oraz trzykrotnie srebrnym (1967, 1971, 1972).

## Rekordy życiowe
- skok w dal – 8,35 – Stuttgart 15/07/1970
- bieg na 200 metrów – 21,64 – Budapeszt 01/09/1966